# Девушки поют
«Девушки поют» — восьмой студийный альбом российской рок-группы «АукцЫон». Записан в США с участием гитариста Марка Рибо, пианиста Джона Медески, трубача Фрэнка Лондона, саксофониста Неда Ротенберга, контрабасиста Владимира Волкова. Альбом выпущен с двумя версиями обложки: русскоязычной и англоязычной. В англоязычном варианте название альбома — Girls Sing. Презентация альбома прошла 21 апреля 2007 года в ДК Ленсовета в Санкт-Петербурге, 22 апреля 2007 года в концертном комплексе «Б1» в Москве, 26-27 апреля — в клубе «Бабуин» в Киеве.

## История создания

### Фестиваль GlobalFest
Во время зарубежных гастролей группа «АукцЫон» зимой 2006 года выступила в Нью-Йорке на фестивале GlobalFest, по завершении которого трубач группы The Klezmatics Фрэнк Лондон предложил группе записать совместный альбом с нью-йоркскими музыкантами. Олег Гаркуша пояснил: «Мы никоим образом не стремились к записи этого альбома. Просто играли в Нью-Йорке, а на концерт пришёл Фрэнк Лондон, взял да и предложил свои услуги». Фёдоров довольно положительно высказывался о выступлении группы: «В этот раз мы выступили в удачном месте. В Америке это очень важно. Там ведь как всё устроено: можно отыграть сотню фестивалей и не получить от этого никаких дивидендов. Мы сыграли в одном культовом месте. Туда просто так не попасть — нас сосватал Фрэнк Лондон». После предложения Лондона Фёдоров комментировал: «На самом деле, удивительная поездка получилась». Предварительно запись была намечена на май — июнь 2006 года. Перед записью нового материала для альбома ещё не было. Фёдоров пояснил, что написание нового материала — дело временное и его «не проблема будет найти»: «Да никогда не было. Проблема была в том, чтобы получить удовольствие от процесса записи. Мы перепробовали здесь уже всё и вся, нам стало просто скучно. В Штатах, надеюсь, всё по-другому будет. В Нью-Йорке очень кайфово. Там атмосфера подвигает к творчеству, самовыражению. Весь воздух этим пропитан. А когда есть общий кайф, что-нибудь обязательно родится, пусть даже прямо в студии. Я знаю это по своему опыту». После договорённости с Лондоном начались переговоры с музыкантами, «потому что многих Лондон просто знает лично». Практически все намеченные музыканты согласились на запись, однако по некоторым причинам не смог принять участие в записи Джон Зорн. После чего группа отправила музыкантам для ознакомления свои предыдущие альбомы (в частности альбом «Бодун»). Именно это предложение стало толчком к записи альбома, который ждал Леонид Фёдоров.

### Запись
Запись альбома проходила в студии Stratosphere Sound Studios, где вместе с группой записывались зарубежные музыканты: гитарист Марк Рибо, клавишник Джон Медески, трубач Фрэнк Лондон, Нед Ротенберг, также в записи принял участие контрабасист Владимир Волков, с которым Фёдоров работал над сольными проектами. Альбом записывался в одной комнате, в которой было множество инструментов. Запись альбома проходила осенью в течение одной недели в Соединённых Штатах. Большая часть песен была записана с первого-второго дубля, и в аранжировках преобладали импровизации. «Все песни сыграны и записаны сходу, нет никаких заранее придуманных аранжировок. Только пару песен мы записали с четвёртого дубля. А в основном — второй-третий, масса песен в альбоме записана сразу с первого дубля», — вспоминал лидер группы. Несмотря на это, некоторые композиции группа всё же репетировала, но при записи каждый участник «музицировал» в зависимости от своего настроения и состояния. По словам музыкантов, совместных репетиций с иностранцами не было. Медески и Рибо не слишком интересовались текстами композиций, но Лондон более глубоко хотел всё выяснить, и поэтому ему приходилось переводить тексты, как отмечал Фёдоров, «частично». Группа наиболее положительно отзывалась об умении и мастерстве иностранного гитариста Марка Рибо, который знакомился с новыми песнями и с ходу записывался. Так, говоря об участниках записи, Фёдоров прокомментировал: «Как Рибо? Все нас спрашивали так по возвращении. Да так, ничего, шаверму жрёт. Никакого пафоса. Люди приходят и просто играют. Причём играют так, что… Был ещё Волков, который тоже делал будь здоров». Участники «АукцЫона» не ставили сессионным музыкантам никаких целей и заданий, полагаясь на их умения и профессионализм. Так, первая записанная композиция длилась около 15 минут, что вызвало проблемы при сведении. Но после критики звукооператора участники продолжили записывать композиции, однако оставляли сведение на заключительный этап и «никому в сведённом виде ещё не показывали». Сведение и мастеринг альбома проходили зимой 2006 года на студии Sterling Sound, и в конечном итоге при сведении альбома часть импровизаций была «отсечена». Всего для альбома было записано около 88 минут, из которых в альбом вошла 61 минута.
Все тексты композиций были написаны Дмитрием Озерским, кроме стихотворения «Доброта», которое сочинил Олег Гаркуша в 70-х годах. По словам Гаркуши, стихотворение выбрал Фёдоров, когда искал среди других стихов Гаркуши то, что можно было бы положить на длинную музыкальную партию. Олег предложил Леониду стихотворение, которое тому не очень понравилось, но он сказал: «А давай его». После чего его записали и положили на музыку, а после Гаркуша, совместно с Фёдоровым записали лирику «Долги».

Мне выделили где-то 40 минут. Просто ставили песни, а я спонтанно что-то придумывал. Какой-то крик, погремушку или свисток. А потом Лёня выбрал стихотворение из моей книжки, которое называется «Доброта». Я зажал нос и стал читать, получился такой эффект природный. Леня говорит: «Классно!». Потом он попросил прочитать меня ещё раз, наложением. Я прочитал, попадая в то, что было записано раньше. Получилось здорово без всяких электронных штук, которыми можно обрабатывать голос. Ну и какие-то дудочки там… Вот и всё мое участие.
— Олег Гаркуша
Дизайном альбома занимался Александр Менус, а фотографии для дизайна снял Роман Дриц.

## Список композиций
Все тексты написаны Дмитрием Озерским.
| №                   | Название            | Длительность |
| ------------------- | ------------------- | ------------ |
| 1.                  | «Профукал»          | 4:41         |
| 2.                  | «Падал»             | 7:04         |
| 3.                  | «Ждать»             | 3:48         |
| 4.                  | «Роган Борн»        | 5:04         |
| 5.                  | «Там-дам»           | 8:15         |
| 6.                  | «Слова»             | 3:58         |
| 7.                  | «Дебил»             | 3:59         |
| 8.                  | «Возле меня»        | 6:09         |
| 9.                  | «Долги»             | 6:40         |
| 10.                 | «Девушки поют»      | 11:24        |
| Общая длительность: | Общая длительность: | 61:10        |

- «Профукал» — стихотворение написанное Озерским изначально не было предназначено для исполнения группой. Однако впервые появилось на альбоме, записанным живьём в студии, Это мама в девятиминутной композиции «Фа-фа (Это мама)». По утверждению Озерского (в интервью 2005 года) тогда стихотворение «даже непонятно вот, всё равно песней не стало! — то есть вот это вот: „всё профукал профукал…“ — оно всё равно существует не как песня… стихотворение под музыку»[10]. При записи Девушки поют стихотворение было развито в самостоятельную композицию. Также на альбоме стихотворение встречается в качестве репризы на восьмой композиции альбома.
- «Ждать» — на композиции «Ждать» Федоров выделил мастерство Медески и Рибо, которые сделали «попадание в ноль». По его словам смысл песни заключается в том, что весь труд заключается в терпении и прокомментировал: «Да, само приложение усилий требует расслабления, а не напряжения. Удивительная вещь на самом деле. Твое делание не имеет на самом-то деле ничего общего с твоими намерениями, даже если они востребованы. Твоя безоглядность намного важнее. Вот она действительно может горы ворочать». По его мнению эта композиция — самая нетеатральная на альбоме[11].
- «Роган Борн» — по словам Дмитрия Озерского, центральный персонаж песни (Роган Борн) — это «не человек»[12].
- «Дебил» — одна из наиболее старых песен на альбоме. Из-за сложности ритма её долгое время разучивали музыканты. Марку Рибо при прослушивании очень понравилась мелодия песни. После прослушивания игры Федорова Марк записал ноты в блокнот. Но при записи он, глядя в ноты, начал играть совершенно «атональную мелодию», которая вошла в альбом[8]. В результате композиция стала единственной на альбоме, в которой играли все 12 музыкантов[5].
- «Долги» — песня была написана ещё для сольных концертов Фёдорова и имела отличный от альбомного варианта текст. После выхода альбома Федоров прокомментировал изменение лирики на альбоме «Песни имеют свойство видоизменяться. Со временем.»[13]. В песню вошло единственное на альбоме стихотворение Олега Гаркуши под названием «Доброта», которое было написано им в начале 70-х годов вместе с ещё несколькими «белыми стихотворениями». Интересно, что Гаркуша при записи альбома для получения «природного звука» зажал нос руками[5]:

«Так вот, когда мы писали альбом с американцами, была некая музыкальная партия, и Федоров, как обычно, меня спросил, есть ли что-нибудь, что можно было бы положить на эту музыку, и я предложил одно стихотворение, которое ему не очень понравилось, но он сказал: „а давай его“. И его положили на музыку. Не сразу, правда. Сначала я его просто прочитал, потом Федоров попросил зажать нос руками, а потом то, что я зачитал изначально, наложили на второе, и на её на один вариант. Ну вот, короче говоря, вышла вот такая „накладочка“. И это стихотворение нигде не фигурировало, а в записи оно возникло. И, помимо записи, мы с Федоровым читаем вслух песню „Долги“, и реакция после прочтения очень хорошая».

## Участники записи
- Группа «АукцЫон»:
  - Леонид Фёдоров — вокал, гитара, перкуссия
  - Олег Гаркуша — вокал, перкуссия
  - Виктор Бондарик — бас-гитара
  - Борис Шавейников — барабаны
  - Дмитрий Озерский — синтезатор, вокал
  - Николай Рубанов — бас-кларнет, бас-саксофон, сопрано-саксофон
  - Михаил Коловский — туба
- Марк Рибо — гитары
- Джон Медески — клавишные
- Нед Ротенберг — альт-саксофон
- Фрэнк Лондон — труба
- Владимир Волков — контрабас, перкуссия

## Доходы от альбома
По словам Федорова в интервью порталу NEWSmusic.ru на протяжении многих лет группа боролась за то, чтобы их песни не имели ротацию на радиостанциях, он это прокомментировал: «Аукцыон не издавался 14 лет. И все 14 лет мы боролись за то, чтобы Аукцыона не было на радио. Потому что нет радио. Того, что мне нравится — нет. Разве что радио Классика или радио Джаз. Едешь в машине — и нечего слушать. И „Наше радио“ — одно из противных… И на радио Джаз нас нет. Да чего говорить? Вонючее радио».
Первоначальный тираж альбома составил 5 тысяч экземпляров. Вадим Ульянкин пояснил: «Много средств вложено в этот альбом, и чем больше тираж, тем меньше издержки. Рынок находится в таком состоянии, что лучше продаются mp3, чем качественные CD. Но у группы аудитория уже сформирована. Как „Ленинград“, Аукцыон продавать нельзя. Но все-таки верная аудитория покупать эти пластинки будет. Мы оплачивали запись альбома, проживание в Нью-Йорке музыкантов, сведение… Мы профинансировали весь процесс. Аукцыон — это не тот коллектив, на котором уверенно можно заработать. И даже пятитысячный тираж — неокупаем, при имеющихся затратах». По поводу компенсации затрат на запись альбома Федоров заявил, что никаких процентов от концертной деятельности группа получать не будет. А также добавил:
Мы пытаемся придумать систему работы с пиратами, чтобы не появились дешевые издания. Уже проверено — издание дешевых пластинок аудитории Аукцыону не добавляет, и прибыли музыкантам не приносит. А появляется пиратка — и все, продажа дисков обессмысливается.

Наши дорогие диски – это не супердорогие диски. Самый дорогой — 300 рублей, но он двойной. Эти альбомы не такие уж дорогие. Но качество, да и само хорошее отношение к музыкантам – стоят того, чтобы купить «родной» диск. По нашим данным, альбом «Птица» разошёлся 40-тысячным тиражом. Пираты, правда, им почти не интересовались.

## Выпуск и влияние
Альбом был выпущен на лейбле «Геометрия» в двух вариантах оформления: на русском и английском языках. После выпуска, как отметил Федоров в интервью порталу OZON.ru альбом за долгое время получил положительные оценки критиков. Он прокомментировал выпуск альбома: «…с этим альбомом, наоборот, как-то проще, чем с другими. Впервые у нас, например, хорошие отзывы в прессе. Обычно все наоборот. Не помню ни одного альбома „АукцЫона“, начиная с „В Багдаде все спокойно“, который оценили бы сразу положительно. Ну, разве что друзья и близкие». Так журнал Rolling Stone Russia оценил альбом в четыре с половиной звезды из возможных пяти, при этом прокомментировав оценку: «Эта пластинка, словно трава, прорастающая на изломе асфальта, — совершенно необычайной природы, сногсшибательной силы и совсем уж заповедной красоты». Также рецензия журнала касалась иностранных музыкантов, которые «дали этой пластинке, — вопиющую вседозволенность».
В статье интернет-газеты «Взгляд», «„АукцЫон“, ГрОб и „Слот“ меняются», рецензент оценил альбом в 9 баллов из возможных 10, отметив обращение группы к жанру джаза и близость альбома с сольными работами Леонида Федорова. В заключение обзора автор прокомментировал пластинку как «невероятный, восхитительный альбом. Но лучше было бы назвать его эпохальным. Едва ли не самая могучая отечественная группа открыла им новую эпоху в своей истории».
Интернет-портал «Наш Неформат» отметил в своей рецензии профессионализм и отточенность умения игры музыкантов, и новый материал альбома, однако высказался крайне отрицательно по поводу оформления альбома, которое было «перекликающееся цветовой гаммой с „Бодуном“, но проигрывающее ему в цельности с разгромным счетом: понты в подвальных тонах». Также критике в рецензии подверглись тексты песен, которые «оказались слишком малы для качественной проработки всех нюансов» и «просто растворяются в музыкальном вареве, не оставляя после себя ничего». Звучание также подверглось критике: «Халтура, сквозящая во всем, умело маскируется под „живое звучание“ и преподносится как достижение». В итоге альбом получил от портала оценку четыре с минусом, из возможных пяти баллов, прокомментировав пластинку: «„Девушки Поют“ — это альбом музыкантов, раньше выступавших в АУКЦЫОНЕ, а также их хороших знакомых. Формация, нынче присвоившая себе имя АУКЦЫОН, ничего общего с ним не имеет, и никогда бы не смогла написать „День Победы“ или „Пионера“. Прежние работы АУКЦЫОНА вызывали чувство неконтролируемой радости, дарили свет душе и легкость членам. Даже идеологически мрачные вещи обладали неизбывным внутренним сиянием. Нынешняя виртуозность оппозиционеров рока угрюма и высокомерна. Кучка снобов, объясняющих, как надо играть. Мужчины играют. А петь остается только девушкам. В АУКЦЫОНЕ девушек нет».
Зарубежный портал PopMatters присвоил альбому достаточно высокий балл (7 баллов из 10), отметив что «Аукцыон не старается быть загадочным» (англ. Auktyon isn’t trying to be mysterious). Портал помимо оценки альбома в целом, также выделил композиции «Профукал» (Profukal), «Долги» (Dolgi), и «Дебил» (Debil), которые своей энергией «могут служить источником питания для большого города» (англ. could power a major city); также была отмечена заглавная композиция альбома, которая является лучшим примером «тихой стороны» группы (англ. quiet side). В конце рецензии портал высказался по альбому: «Во время, когда любые другие джаз-коллективы похоже возвращаются к стандартам, или восстанавливают звуки мастеров прошлого, Аукцыон преднамеренно пытается создать что-то новое и свежее… альбом действительно записан в жанре рок, но этот диск создает порыв, который может затронуть сердца и души всех ценителей настоящего джаза» (англ. In an age where every other jazz band seems to be revisiting the standards or recreating tunes of past masters, Auktyon deliberately tries to create something fresh and new … indeed the album does rock, but this disc captures the vitality that can be found in the heart and soul of all real jazz).